# Арсений Усолцев
Арсений Фьодорович Усолцев (на руски: Арсений Фëдорович Усольцев) е руски изследовател, топограф.

## Произход и образование (1830 – 1855)
Роден е през 1830 година (стар стил) в Руската империя (точната дата и място са неизвестни). Завършва Московския топографски институт, след което известно време работи в Московската астрономическа обсерватория.

## Изследователска дейност (1855 – 1864)

### Експедиция в Източен Сибир (1855 – 1858)
От 1855 до 1858 г. участва в експедицията на Лудвиг Едуардович Шварц като топограф. През юни 1855 г. от Нерчинск се изкачва по река Нерча (ляв приток на Шилка, от басейна на Амур) до извора ѝ и я картира. На североизток от долината ѝ открива западната част на Олекминския Стоновик (1911 м). От там продължава на запад между 53º и 54º с.ш., пресича Яблоновия хребет и достига до река Конда, а по нея – до река Витим и през септември извършва топографско заснемане на цялото горно течение на Витим с дължина около 450 км. По този начин установява южните и западни граници на Витимското плато. Продължава на запад, пресича Икатския хребет в северната му част и по река Баргузин се спуска до езерото Байкал и от там се прибира в Иркутск.
През 1856 г. извършва топографска снимка на някои леви притоци на Амур, в т.ч. цялото течение (1242 км) на река Зея.
През юни 1857 г. от Нерчинск се спуска по Шилка и Амур, изкачва се по река Амазар (290 км, ляв приток на Амур), пресича Олекминския Становик, река Ольокма, Яблоновия хребет и достига до горното течение на река Чара (ляв приток на Ольокма). По пътя, на десния бряг на река Калар (десен приток на Витим) открива Каларския хребет (дължина около 350 км, височина 2467 м), като по този начин открива югоизточната част на Становото плоскогорие и правилно определя, че най-значителните височини в изследваната от него територия се намират близо до 56° с.ш., а най-големите височини определя в горното течение на река Калар (2515 – хребета Удокан, дължина 255 км). На север от изворите на Чара открива още една планинска верига – хребета Кодар (2999 м). От там Усолцев продължава на запад към Витим, изкачва се по река Муя (ляв приток на Витим), като картира цялото ѝ течение (288 км) и достига до северната част на езерото Байкал. Изследва северозападния бряг на езерото до 55º с.ш., пресича Байкалския хребет и на 54º с.ш. достига до река Лена, като по пътя освен, че извършва маршрутна топографска снимка, събира и голямо количество геоложки колекции, хербарии и води метеорологични наблюдения.
През 1858 г. се спуска по Амур до устието на левия ѝ приток река Бурея, изкачва се по нея до ниския и безлесен хребет Турана, като правилно определя дължината му (около 300 км) и го картира. Продължава на север покрай западните склонове на хребета и на 130º 30` и.д. достига до река Селемджа и по нея се спуска до Амур при Благовещенск.

### Изследвания в Далечния Изток (1859)
През 1859 г. участва в състава на смесена руско-китайска комисия, възглавявана от Константин Фьодорович Будогоски, която работи по демаркацията на границата между двете държави по силата на Айгунския договор. По време на работата на комисията извършва първото топографско заснемане на езерото Ханка, най-големия (около 4200 км2) водоем в Далечния изток, река Усури и редица малки реки по границата с Китай. Северно от езерото открива истинското положение на река Мулинхе, ляв приток на Усури – на старите карти е показвана значително по-на запад, зад планините.

### Изследвания в Китай (1864)
През 1864 г. участва в качеството си на топограф в експедицията на Пьотър Кропоткин в Китай.

## Следващи години (1864 – 1909)
От 1864 до 1874 г. е управител на Сибирския отдел на Руското географско дружество. За извършените топографски заснемания в Сибир през 1865 г. е награден със сребърен медал от Руското географско дружество.
Умира на 14 януари 1909 година (стар стил) в Кострома на 79-годишна възраст.

## Памет
Неговото име носи нос Усолцев (42°39′ с. ш. 130°54′ и. д. / 42.65° с. ш. 130.9° и. д.), на брега на Приморски край, залив Посет, Японско море.